# 佛祖嶺
佛祖嶺，臺灣基隆市地名，主要在安樂區干城里一帶，1988年之前為安樂區、七堵區的交界山嶺。當地乃因位處於香火鼎盛的佛祖廟（慈雲寺）上方，因而得名。
清代台灣巡撫劉銘傳治理時首建縱貫鐵路，即經由佛祖嶺，轉入獅球嶺隧道。佛祖嶺、獅球嶺兩山系與石硬港（今南榮河）、蚵殼港（今西定河）、田寮港（田寮河）、牛稠港（牛稠港溪）四條河流，合稱「二嶺四港門」，為基隆市區主要地理形勢。

## 名勝
- 基隆慈雲寺，主祀觀音佛祖，創建於1876年，由基隆士紳顏國年、林清芳倡議建立。

## 相關諺語
- 火車來到佛祖嶺，若無兩隻拖不行